# DeMarcus Cousins
DeMarcus Amir Cousins (Mobile, 13 augustus 1990) is een Amerikaans basketballer. Hij won met het Amerikaans basketbalteam de gouden medaille op het Wereldkampioenschap basketbal 2014 en de Olympische Zomerspelen 2016 in Rio de Janeiro.

## Carrière
Cousins speelde collegebasketbal voor de Kentucky Wildcats van 2009 tot 2010. In de NBA draft van 2010 werd hij als vijfde gekozen door de Sacramento Kings. Hij speelde in de zomer van 2010 voor de Sacramento Kings in de NBA Summer League. Hij speelde van 2010 tot 2017 voor de Kings. In februari 2017 werd hij samen met Omri Casspi geruild naar de New Orleans Pelicans voor Tyreke Evans, Langston Galloway, Buddy Hield en enkele draftkeuzes. Hij speelde bij de club tot het einde van het seizoen 2017/18 waarna hij tekende bij de Golden State Warriors.
In 2019 tekende hij voor een seizoen bij de Los Angeles Lakers maar in februari 2020 werd zijn contract er ontbonden. Hij tekende in december 2020 bij de Houston Rockets waar zijn contract een jaar later weer ontbonden werd. In april 2021 tekende hij twee keer een tien dagen contract bij de Los Angeles Clippers waarna hij er ook voor de rest van het seizoen speelde. In november 2021 tekende hij bij de Milwaukee Bucks maar in januari 2022 werd zijn contract weer ontbonden.
In januari en februari 2022 tekende hij drie keer een tien dagen contract bij de Denver Nuggets waarna hij er voor de rest van het seizoen speelde. In 2023 tekende hij bij de Mets de Guaynabo uit Puerto Rico voor het seizoen 2023. In december 2023 tekende hij bij Taoyuan Leopards uit Taiwan waarmee hij kampioen werd en verkozen tot MVP. In juni 2024 ging hij spelen voor de Taiwan Mustangs uit The Asian Tournament. In januari 2025 ging hij spelen voor het Mongoolse Selenge Bodons.

## Erelijst
- NBA All-Star: 2015, 2016, 2017, 2018
- All-NBA Second Team: 2015, 2016
- NBA All-Rookie First Team: 2011
- T1 League-kampioen: 2014
- T1 League Finals MVP: 2024
- T1 League Most Popular Player of the Year: 2024
- Wereldkampioen: 2014
- Olympische Spelen: 2016

## Statistieken

### Regulier seizoen
| Seizoen      | Team                  | WG  | WS  | MPW  | 2P%  | 3P%  | FW%  | RPW  | APW | SPW | BPW | PPW  |
| ------------ | --------------------- | --- | --- | ---- | ---- | ---- | ---- | ---- | --- | --- | --- | ---- |
| 2010/11      | Sacramento Kings      | 81  | 62  | 28,5 | 43,0 | 16,7 | 68,7 | 8,6  | 2,5 | 1,0 | 0,8 | 14,1 |
| 2011/12      | Sacramento Kings      | 64  | 62  | 30,5 | 44,8 | 14,3 | 70,2 | 11,0 | 1,6 | 1,5 | 1,2 | 18,1 |
| 2012/13      | Sacramento Kings      | 75  | 74  | 30,5 | 46,5 | 18,2 | 73,8 | 9,9  | 2,7 | 1,4 | 0,7 | 17,1 |
| 2013/14      | Sacramento Kings      | 71  | 71  | 32,4 | 49,6 | 0,0  | 72,6 | 11,7 | 2,9 | 1,5 | 1,3 | 22,7 |
| 2014/15      | Sacramento Kings      | 59  | 59  | 34,1 | 46,7 | 25,0 | 78,2 | 12,7 | 3,6 | 1,5 | 1,8 | 24,1 |
| 2015/16      | Sacramento Kings      | 65  | 65  | 34,6 | 45,1 | 33,3 | 71,8 | 11,5 | 3,3 | 1,6 | 1,4 | 26,9 |
| 2016/17      | Sacramento Kings      | 55  | 55  | 34,4 | 45,1 | 35,6 | 77,0 | 10,6 | 4,8 | 1,4 | 1,3 | 27,8 |
| 2016/17      | New Orleans Pelicans  | 17  | 17  | 33,8 | 45,2 | 37,5 | 77,7 | 12,5 | 3,9 | 1,5 | 1,1 | 24,4 |
| 2017/18      | New Orleans Pelicans  | 48  | 48  | 36,2 | 47,0 | 35,4 | 74,6 | 12,9 | 5,4 | 1,6 | 1,6 | 25,2 |
| 2018/19      | Golden State Warriors | 30  | 30  | 25,7 | 48,0 | 27,4 | 73,6 | 8,2  | 3,6 | 1,3 | 1,5 | 16,3 |
| 2020/21      | Houston Rockets       | 25  | 11  | 20,2 | 37,6 | 33,6 | 74,6 | 7,6  | 2,4 | 0,8 | 0,7 | 9,6  |
| 2020/21      | Los Angeles Clippers  | 16  | 0   | 12,9 | 53,7 | 42,1 | 68,2 | 4,5  | 1,0 | 0,8 | 0,4 | 7,8  |
| 2021/22      | Milwaukee Bucks       | 17  | 5   | 16,9 | 46,6 | 27,1 | 81,6 | 5,8  | 1,1 | 0,9 | 0,5 | 9,1  |
| 2021/22      | Denver Nuggets        | 31  | 2   | 13,9 | 45,6 | 32,4 | 73,6 | 5,5  | 1,7 | 0,6 | 0,4 | 8,9  |
| Carrière     | Carrière              | 654 | 561 | 29,8 | 46,0 | 33,1 | 73,7 | 10,2 | 3,0 | 1,3 | 1,1 | 19,6 |
| NBA All-Star | NBA All-Star          | 4   | 0   | 10,4 | 80,0 | 50,0 | 66,7 | 3,7  | 0,3 | 0,3 | 0,0 | 9,3  |

### Play-offs
| Seizoen  | Team                  | WG | WS | MPW  | 2P%  | 3P%  | FW%  | RPW | APW | SPW | BPW | PPW  |
| -------- | --------------------- | -- | -- | ---- | ---- | ---- | ---- | --- | --- | --- | --- | ---- |
| 2018/19  | Golden State Warriors | 8  | 5  | 16,6 | 39,6 | 25,0 | 64,0 | 4,9 | 2,4 | 0,6 | 0,8 | 7,6  |
| 2020/21  | Los Angeles Clippers  | 7  | 0  | 8,3  | 45,2 | 40,0 | 78,6 | 2,0 | 0,7 | 0,3 | 0,4 | 7,6  |
| 2021/22  | Denver Nuggets        | 5  | 0  | 11,4 | 65,5 | 66,7 | 73,3 | 3,4 | 1,2 | 0,6 | 0,2 | 10,6 |
| Carrière | Carrière              | 20 | 5  | 12,4 | 47,6 | 39,2 | 70,4 | 3,5 | 1,5 | 0,5 | 0,5 | 8,4  |

4 Jimmy Butler · 
5 Kevin Durant · 
6 DeAndre Jordan · 
7 Kyle Lowry · 
8 Harrison Barnes · 
9 DeMar DeRozan · 
10 Kyrie Irving · 
11 Klay Thompson · 
12 DeMarcus Cousins · 
13 Paul George · 
14 Draymond Green · 
15 Carmelo Anthony · 
Coach Mike Krzyzewski